# Anton David (politik)
Anton David (23. dubna 1849 Smíchov – 21. prosince 1924 Vídeň) byl rakouský sociálně demokratický politik, na počátku 20. století poslanec Říšské rady, v meziválečném období poslanec rakouské Národní rady.

## Biografie

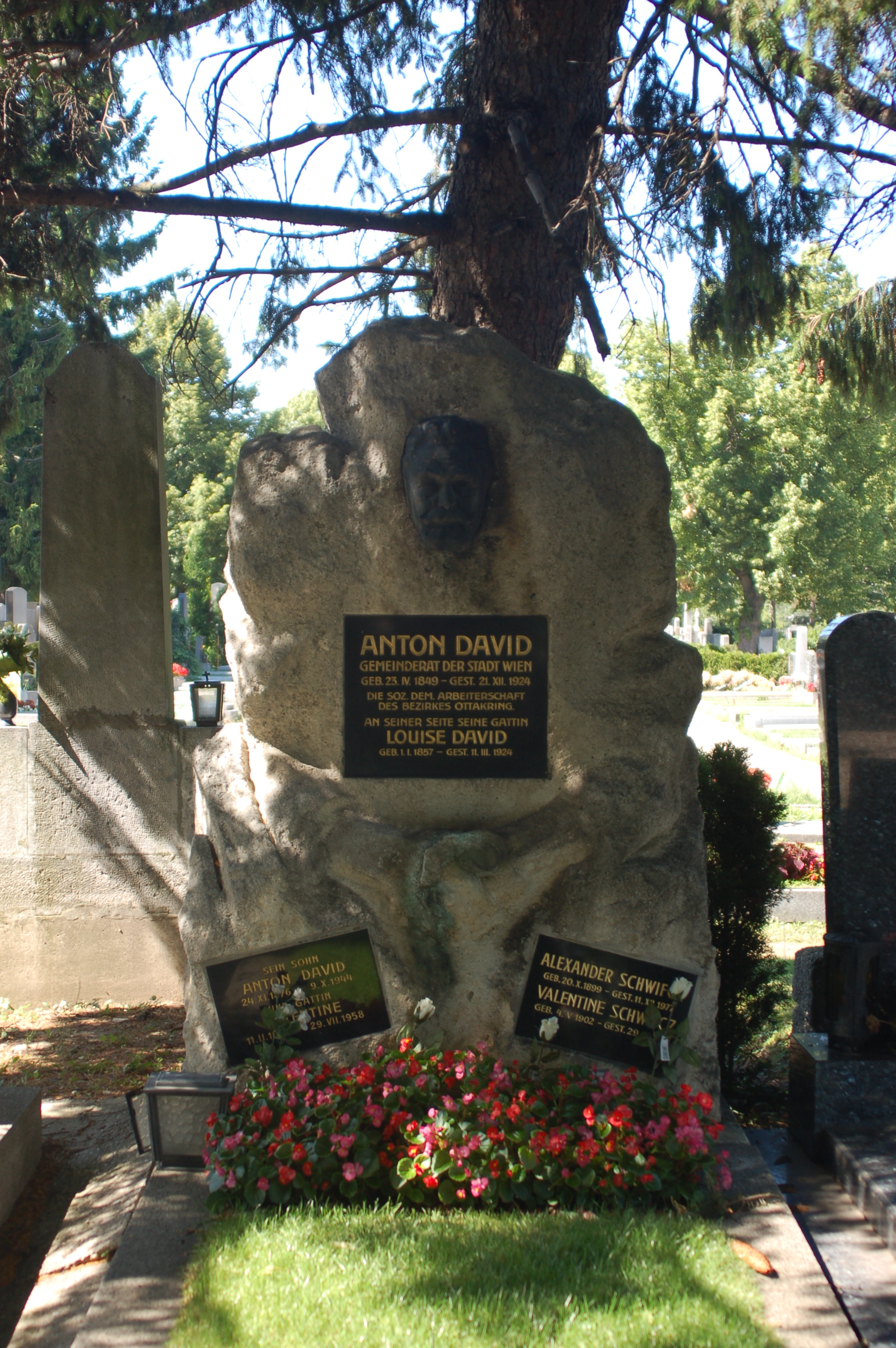
Hrob Antona Davida na Ottakringském hřbitově

Vystudoval národní školu. Pracoval jako mydlář, později jako vydavatel novin. Byl členem zemského vedení Sociálně demokratické strany Rakouska v Dolních Rakousích a zasedal ve Vídeňské obecní radě.
Na počátku 20. století se zapojil i do celostátní politiky. Ve volbách do Říšské rady roku 1907, konaných poprvé podle všeobecného a rovného volebního práva, získal mandát v Říšské radě (celostátní zákonodárný sbor) za obvod Dolní Rakousy 27. Usedl do poslanecké frakce Klub německých sociálních demokratů. Za týž obvod obhájil mandát i ve volbách do Říšské rady roku 1911 a ve vídeňském parlamentu setrval až do zániku monarchie.Profesně byl k roku 1911 uváděn jako vydavatel novin.
Po válce zasedal v letech 1918–1919 jako poslanec Provizorního národního shromáždění Německého Rakouska (Provisorische Nationalversammlung), následně od 4. března 1919 do 31. května 1919 jako poslanec Ústavodárného národního shromáždění Rakouska, stále za rakouskou sociálně demokratickou stranu.